# 王建军 (1958年)
王建军（1958年6月—），男，汉族，湖北郧县人。1978年1月参加工作，1984年3月加入中国共产党。青海师范专科学校中文系中文专业毕业，中央党校在职研究生学历。中共第十八届中央候补委员、中央委员（十八届七中全会递补），第十九届中央委员。曾任中共青海省委书记、省长。2022年4月20日被任命为第十三届全国人民代表大会社会建设委员会副主任委员。

## 经历
1978年1月，王建军在青海省湟中县汉东公社当知青。1979年7月，在青海师范专科学校中文系中文专业学习。1981年9月，任西宁市第十中学教师。1982年10月，任中共西宁市委办公室、政策研究室秘书。
1985年3月，王建军进入中共青海省委组织部，任办公室秘书。1990年5月，任办公室副主任、干部二处副处长。1992年7月，任干部二处处长。1995年3月，任办公室主任。1995年5月，任副部长。
2000年4月，任中共青海省委组织部副部长、青海省人事厅厅长、党组书记。2000年12月，兼任青海省机构编制委员会办公室主任(其间:1999年7月—2001年6月，在中国社会科学院研究生院政治经济学专业研究生课程班学习。2003年3月—2004年1月，在中共中央党校一年制中青班学习)。2004年3月，任中共青海省委副秘书长、办公厅主任，负责保障时任青海省委书记赵乐际。2004年12月，任青海省委秘书长、办公厅主任。
2005年8月，任中共青海省委常委、秘书长、办公厅主任。

### 西宁市委书记
2007年1月10日，任中共青海省委常委、西宁市委书记。2010年9月，任中共青海省委副书记兼省委党校校长，西宁市委书记。2010年11月，兼任西宁（国家级）经济技术开发区党工委书记。2011年12月6日，专任中共青海省委副书记兼政法委书记、省委党校校长。2014年5月14日，时任中共西宁市委书记毛小兵落马后，王建军兼任中共西宁市委书记、西宁（国家级）经济技术开发区党工委书记，直至2015年5月10日。

### 青海省长
2016年12月19日，王建军任青海省人民政府副省長、代理省長。2017年1月20日，當選青海省省長。2017年10月14日，被递补为中央委员。

### 青海省委书记
2018年3月21日，王建军任中共青海省委书记。2018年2月24日，当选为第十三届全国人大代表。2018年8月7日，青海省第十三届人民代表大会常务委员会第五次会议决定接受王建军辞去青海省人民政府省长职务的请求。9月21日，青海省第十三届人民代表大会第二次会议选举王建军为青海省人大常委会主任。
2022年3月29日，不再担任中共青海省委书记、常委、委员职务，此时他还未满64岁。
2022年4月20日，任全国人民代表大会社会建设委员会副主任委员。
2022年5月28日，不再担任青海省人大常委会主任职务。